# Julien Allemand
Pour les articles homonymes, voir Allemand (homonymie).
Pas d'image ? Cliquez ici
Julien Allemand est un pilote de vitesse moto français, né à Avignon le 23 mars 1977. 
Pur produit de l'Equipe de France moto, filière de la Fédération française de motocyclisme pour la formation de jeunes coureurs, Julien Allemand a terminé 2e du Championnat d'Europe 250cm3 en 1998 et depuis lors a pu s'épanouir dans les Coupes Yamaha et Cagiva. 
Il commence sa carrière en Grand Prix en 1998 en pilote Wild card avec 2 participations dans la saison donc son premier Grand Prix au Grand Prix de France dans la catégorie 250 cm3 sur Honda.
Son passage dans les Grand Prix en 1999 n'a pas été sans difficulté et dans une équipe aux moyens limités, il a quand même finit à la 21e place. 

Sans guidon au début de 2000, il est appelé par l'écurie 250 Yamaha TZ Team  pour le Grand Prix d'Espagne en raison d'une blessure de Mike Baldinger à Suzuka, et a terminé dans les points à quatre reprises, son meilleur résultat étant une 11e place à Assen au Grand Prix des Pays-Bas.
Il a marqué 14 points au championnat du monde des pilotes catégorie 250 cm3 durant sa carrière.

## Carrière en Grand Prix
| Année | Cat.    | Équipe                    | Moto      | GP | Vict. | Podiums | Poles | Mtour | Pts | Position |
| ----- | ------- | ------------------------- | --------- | -- | ----- | ------- | ----- | ----- | --- | -------- |
| 1998  | 250 cm³ |                           | Honda     | 2  | 0     | 0       | 0     | 0     | 1   | 35e      |
| 1999  | 250 cm³ |                           | TSR-Honda | 16 | 0     | 0       | 0     | 0     | 11  | 21e      |
| 2000  | 250 cm³ |                           | Yamaha    | 13 | 0     | 0       | 0     | 0     | 13  | 24e      |
| 2001  | 250 cm³ | Antena Tre Yamaha d'Antin | Yamaha    | 3  | 0     | 0       | 0     | 0     | -   | -        |